# Vrede van Utrecht (1474)

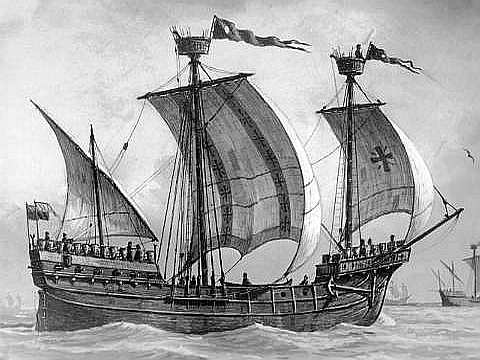
Hansekogschip omstreeks 1480

De Vrede van Utrecht van 1474 is een vredesverdrag dat in 1474 in de hoofdstad van het prinsbisdom Utrecht gesloten werd. Het maakte een einde aan een lange periode van door handelsbelangen ingegeven gewelddadigheden op zee tussen handelsschepen van steden in het Noordwestelijke deel van het Europese continent die bij de handelsvereniging de Hanze waren aangesloten, en het koninkrijk Engeland. Deze gewelddadigheden mondden in 1469 uit in de Hanzeatisch-Engelse Oorlog (1469-1474).

## Achtergrond
De Hanze was in de late middeleeuwen een belangrijk samenwerkingsverband tussen een groot aantal steden in Europa. Deze Hanzesteden lagen met name in Duitsland, Oost-Nederland, Polen, Vlaanderen en de Baltische staten. De handelsgebieden waren de landen rondom de Noord- en Oostzee. Vanaf ongeveer 1430 braken er diverse kaperoorlogen uit tussen deze steden en vrije handelaren uit steden die geen lid waren van het verbond, met name uit de graafschappen Holland en Zeeland en uit Engeland. Een vrede te bereiken was om meerdere redenen van belang voor de Nederlanden. Zo waren veel steden uit het hertogdom Gelre lid van de Hanze, het vervoer verliep via rivier de IJssel en de Zuiderzee of overland. De welvarende lakensteden in het Hertogdom Brabant waren afhankelijk van aanvoer van ruwe wol uit Engeland als grondstof voor de lakenstoffen die ze vervaardigden en van veilige handelswegen voor verkoop en vervoer van de stoffen, tegen redelijke exporttarieven. Holland en Zeeland hadden net een uitputtende oorlog met de Wendische Hanzesteden achter de rug en wilden rust op de handelsroutes en stabilisatie van de graanprijzen.

## Afspraken
Na enkele zware aanvallen door de Hanze op de kust van Engeland en daar zeilende schepen, traden oorlogspartijen na bijna vijf jaar in diplomatieke onderhandelingen in Utrecht. Voor de Hanze zat onder andere de burgemeester van Hanzehoofdstad Lübeck, Hinrich Castorp aan tafel. Koning Edward IV van Engeland had er belang bij deze oorlog te beëindigen om de weg vrij te maken voor een oorlog met Frankrijk. In een goed jaar kwam maar liefst 50% van de inkomsten voor de schatkist uit douaneheffingen: het algemene tarief op stoffen was 10% maar in 1470 bedroegen door de oorlogen de wolbelastingen 48% op buitenlandse import.
Partijen werden het eens over de voorwaarden voor beëindiging van het geweld. De Hanze kwam met de koning van Engeland overeen dat ze haar rechten en privileges in de haven van Londen terug kreeg, deze waren toegezegd bij het Verdrag van Utrecht van 1437 en omvatten immuniteit voor Hanzeschepen en hun belading van alle heffingen. De Hanze kreeg het Stalhofterrein aan de Theems in Londen in eigendom en het recht in King's Lynn een handelsdepot te bouwen. Er kwam vrije toevaart op de havens van Hull, Lynn en Boston en een vrijstelling van belastingen tot £ 10.000 per jaar.
In Londen braken vervolgens onregelmatigheden uit vanwege de ongelijke behandeling van de kooplieden in de stad en In Riga verzetten de Letten zich tegen het verdrag in een poging Engelse handelsconcurrentie te voorkomen. De Hanze negeerde de protesten en ratificeerde het verdrag.

## Nasleep
Voor de Hanze een positieve afsluiting, maar de oorlog en het vredesverdrag konden niet verhinderen dat de macht van de Hanze begon te tanen, wat de Hanze al had erkend in eerdere onderhandelingen met Engeland in Utrecht, in 1451. De Nederlanders hadden met de Hollands-Wendische oorlog bereikt dat ze de Baltische havenmarkten binnen mochten en deden dat met toenemend succes en handelaren uit Londen, verenigd in de Company of Merchant Adventurers, dwongen toegang tot de havens in de Nederlanden af.
De Vrede van Utrecht maakte daarmee niet alleen een einde aan de oorlogen maar de facto ook een einde aan de hegemonie van de Hanze.
Andere hanzen: Vlaamse Hanze van Londen · Hanze der XVII steden